# Gegerbitung
Gegerbitung is een bestuurslaag in het regentschap Sukabumi van de provincie West-Java, Indonesië. Gegerbitung telt 7910 inwoners (volkstelling 2010).